# Valsusa rosso
Le Valsusa rosso est un vin rouge italien de la région Piémont doté d'une appellation DOC depuis le 31 octobre 1997. Seuls ont droit à la DOC les vins rouges récoltés à l'intérieur de l'aire de production définie par le décret. 

## Aire de production
Les vignobles autorisés se situent dans les communes de Almese, Borgone Susa, Bruzolo, Bussoleno, Caprie, Chianocco, Chiomonte, Condove, Exilles, Giaglione, Gravere, Mattie, Meana di Susa, Mompantero, Rubiana, San Didero, San Giorio di Susa, Susa et Villar Focchiardo en province de Turin. Les communes font partie de la Val de Suse.
Voir aussi l’article Valsusa novello.

## Caractéristiques organoleptiques

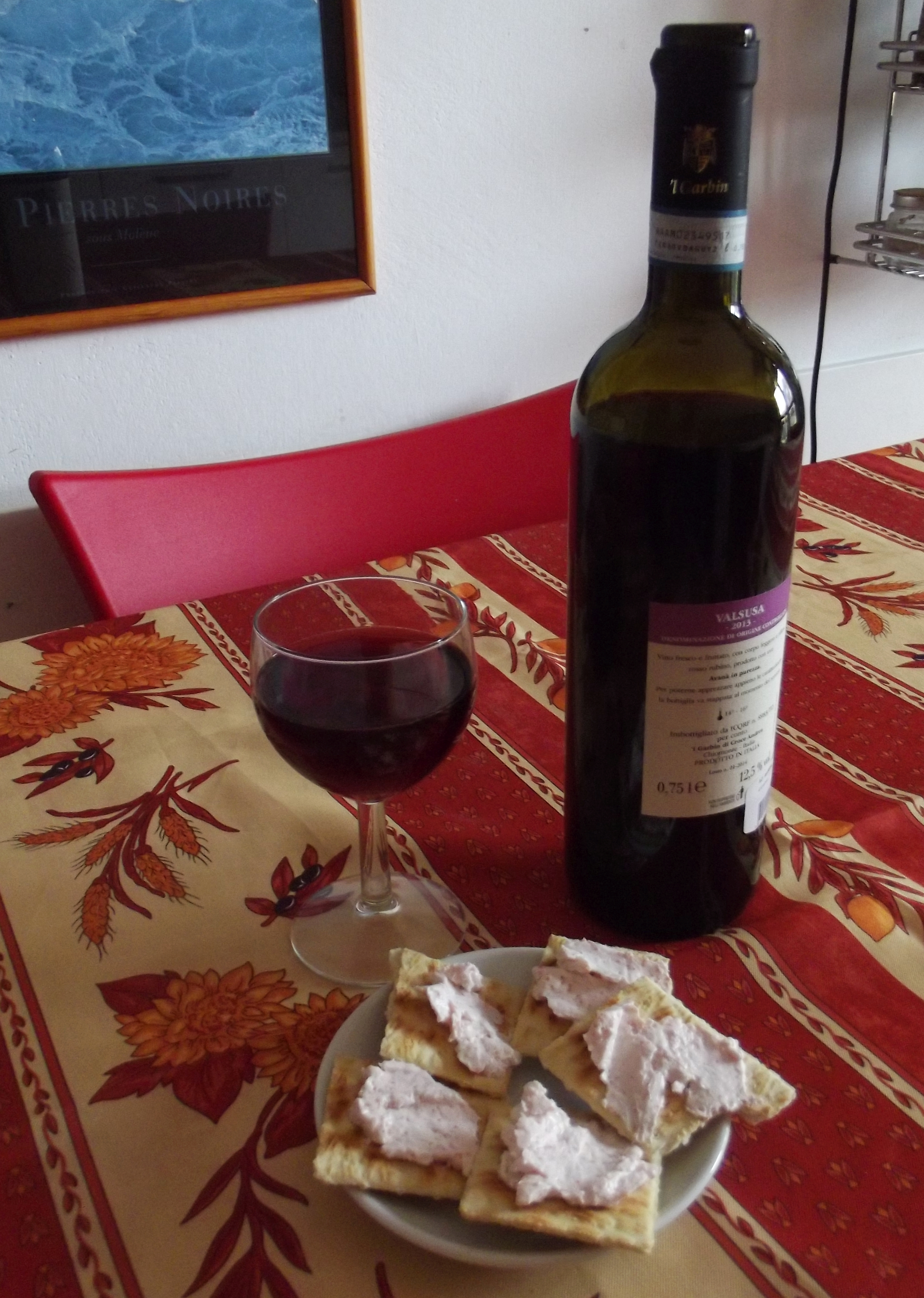
Valsusa rosso 2013 (vignoble Avanà 100%).

- couleur : de rouge rubis plus ou moins intense avec des reflets orange
- odeur : intense, caractéristique, vineux et fruité
- saveur : sec,  légèrement tannique, légèrement  acidulé

Le Valsusa rosso se déguste à une température de 14 – 16 °C et il se gardera 2 – 3 ans.

## Production
Province, saison, volume en hectolitres :
- pas de données disponible